# Kostel svaté Anny (Radiměř)
Pozdně barokní kostel svaté Anny v Radiměři pochází z let 1771–1776. Původně gotický presbytář z 2. poloviny 14. století byl ponechán jako východní kaple. Interiér ukrývá hodnotné zařízení s pozdně gotickou reliéfní dřevořezbou sv. Anny Samotřetí z počátku 16. století, oltář z roku 1666, jehož autorem byl Abraham Fritsch von Reichenberg (z Liberce), občan a malíř z Chrudimi. Obrazy Ant. Mühla z Nové Paky z roku 1888 a další dřevořezby. Pod kostelem se nachází jednopatrová fara, která je spojená s hřbitovem dřevěným mostem na pilířích.

## Galerie

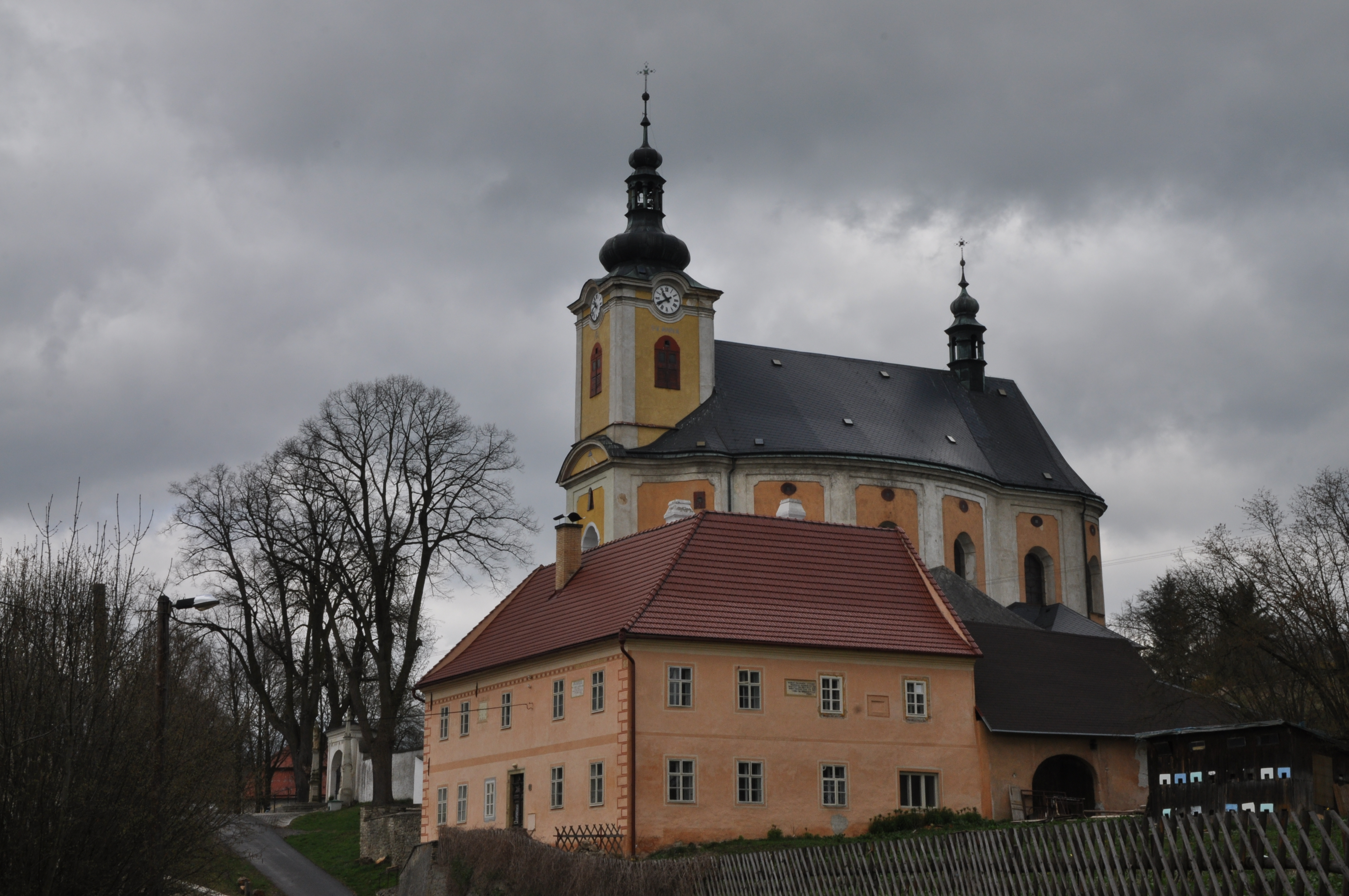
Celkový pohled na kostel s farou
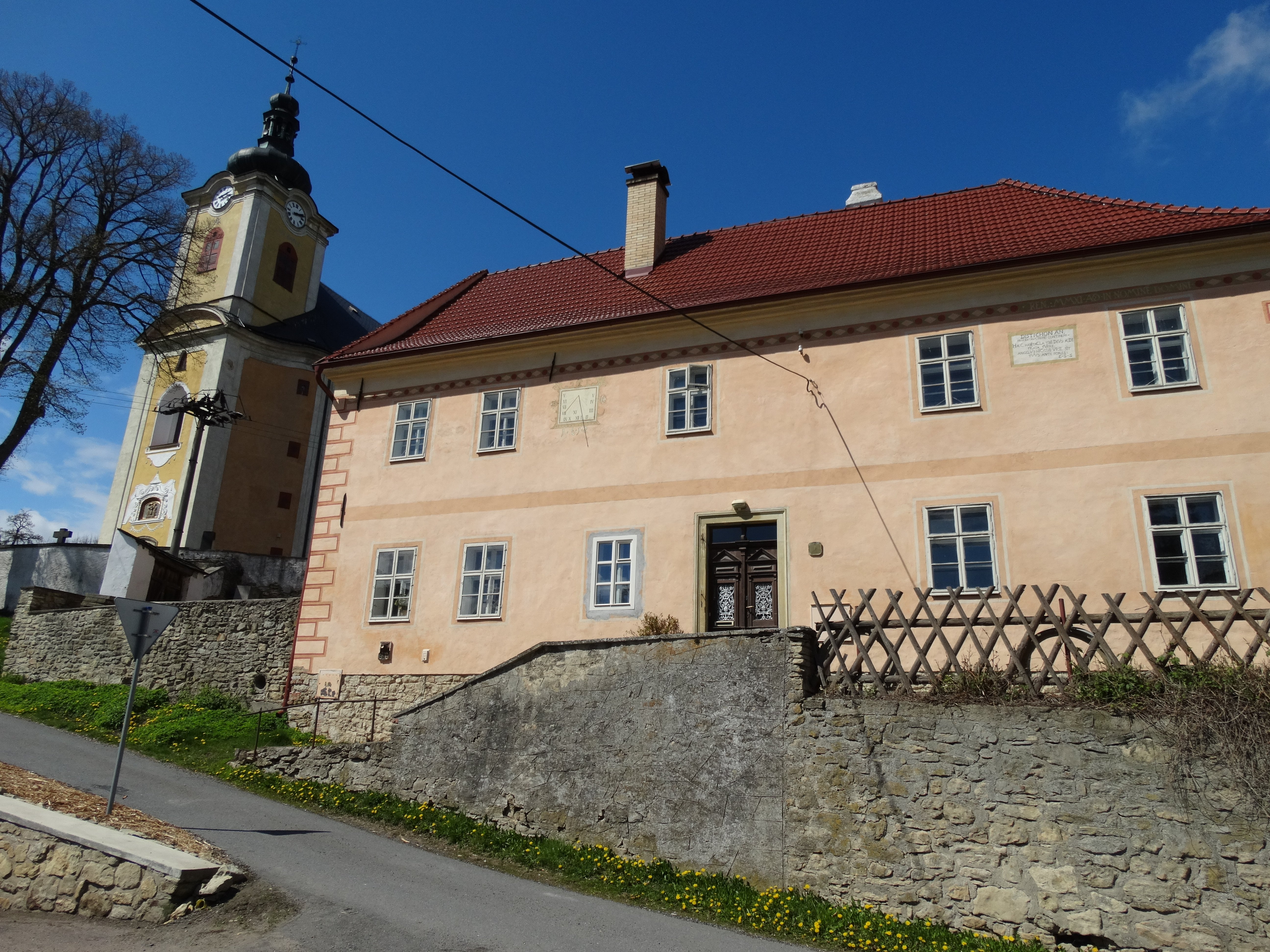
Fara u kostela